# Folkestone and Hythe (circonscription du Parlement britannique)
Circonscription parlementaire de la Chambre des communes
La circonscription de Folkestone and Hythe est une circonscription parlementaire britannique. Située dans le Kent, elle couvre le district de Folkestone and Hythe, avec les villes de Folkestone et Hythe.
Créée en 1950, elle est représentée à la Chambre des communes du Parlement britannique par Tony Vaughan, du Parti travailliste, depuis 2024.

## Members of Parliament
| Élection | Élection | Membre             | Membre | Parti        |
| -------- | -------- | ------------------ | ------ | ------------ |
|          | 1950     | Harry Mackeson     |        | Conservateur |
|          | 1959     | Sir Albert Costain |        | Conservateur |
|          | 1983     | Michael Howard     |        | Conservateur |
|          | 2010     | Damian Collins     |        | Conservateur |
|          | 2024     | Tony Vaughan       |        | Travailliste |

## Élections

### Élections dans les années 2010
| Parti         | Parti                | Candidat             | Voix   | %    | ±    |
| ------------- | -------------------- | -------------------- | ------ | ---- | ---- |
|               | Conservateur         | Damian Collins       | 35,483 | 60,1 | +5.4 |
|               | Travailliste         | Laura Davison        | 14,146 | 24,0 | -4.5 |
|               | Libéral Démocrate    | Simon Bishop         | 5,755  | 9,8  | +2.6 |
|               | Green                | Georgina Treloar     | 2,706  | 4,6  | +0.3 |
|               | Indépendant          | Henry Bolton         | 576    | 1,0  | +1.0 |
|               | SDP                  | Colin Menniss        | 190    | 0,3  | +0.3 |
|               | Young People's       | Rohen Kapur          | 80     | 0,1  | +0.1 |
|               | Socialiste (GB)      | Andy Thomas          | 69     | 0,1  | +0.1 |
| Majorité      | Majorité             | Majorité             | 21,337 | 36,1 | +9.9 |
| Participation | Participation        | Participation        | 59,005 | 66,8 | -1.4 |
|               | Conservateur retenir | Conservateur retenir | Swing  | +5.0 |      |

| Parti         | Parti                | Candidat             | Voix   | %    | ±     |
| ------------- | -------------------- | -------------------- | ------ | ---- | ----- |
|               | Conservateur         | Damian Collins       | 32,197 | 54,7 | +6.8  |
|               | Travailliste         | Laura Davison        | 16,786 | 28,5 | +14.1 |
|               | Libéral Démocrate    | Lynne Beaumont       | 4,222  | 7,2  | −1.7  |
|               | UKIP                 | Stephen Priestley    | 2,565  | 4,4  | −18.4 |
|               | Green                | Martin Whybrow       | 2,498  | 4,2  | −1.1  |
|               | Indépendant          | David Plumstead      | 493    | 0,8  | N/A   |
|               | Indépendant          | Naomi Slade          | 114    | 0,2  | N/A   |
| Majorité      | Majorité             | Majorité             | 15,411 | 26,2 | +1.1  |
| Participation | Participation        | Participation        | 58,875 | 68,4 | +7.0  |
|               | Conservateur retenir | Conservateur retenir | Swing  | -3.7 |       |

| Parti         | Parti                | Candidat             | Voix   | %    | ±     |
| ------------- | -------------------- | -------------------- | ------ | ---- | ----- |
|               | Conservateur         | Damian Collins       | 26,323 | 47,9 | −1.6  |
|               | UKIP                 | Harriet Yeo          | 12,526 | 22,8 | +18.2 |
|               | Travailliste         | Claire Jeffrey       | 7,939  | 14,4 | +3.6  |
|               | Libéral Démocrate    | Lynne Beaumont       | 4,882  | 8,9  | −21.4 |
|               | Green                | Martin Whybrow       | 2,956  | 5,4  | +4.2  |
|               | TUSC                 | Seth Cruse           | 244    | 0,4  | N/A   |
|               | Young People's       | Rohen Kapur          | 72     | 0,1  | N/A   |
|               | Socialiste (GB)      | Andy Thomas          | 68     | 0,1  | N/A   |
| Majorité      | Majorité             | Majorité             | 13,797 | 25,1 | +5.9  |
| Participation | Participation        | Participation        | 55,010 | 65,8 | −1.9  |
|               | Conservateur retenir | Conservateur retenir | Swing  | −9.9 |       |

| Parti         | Parti                | Candidat             | Voix   | %    | ±    |
| ------------- | -------------------- | -------------------- | ------ | ---- | ---- |
|               | Conservateur         | Damian Collins       | 26,109 | 49,4 | −4.5 |
|               | Libéral Démocrate    | Lynne Beaumont       | 15,987 | 30,3 | +0.7 |
|               | Travailliste         | Donald Worsley       | 5,719  | 10,8 | −1.8 |
|               | UKIP                 | Frank McKenna        | 2,439  | 4,6  | +3.3 |
|               | BNP                  | Harry Williams       | 1,662  | 3,1  | N/A  |
|               | Green                | Penny Kemp           | 637    | 1,2  | −0.3 |
|               | Indépendant          | David Plumstead      | 247    | 0,5  | +0.5 |
| Majorité      | Majorité             | Majorité             | 10,122 | 19,1 | -4.9 |
| Participation | Participation        | Participation        | 52,800 | 67,7 | −1.0 |
|               | Conservateur retenir | Conservateur retenir | Swing  | −2.6 |      |

### Élections dans les années 2000
| Parti         | Parti                | Candidat             | Voix   | %    | ±     |
| ------------- | -------------------- | -------------------- | ------ | ---- | ----- |
|               | Conservateur         | Michael Howard       | 26,161 | 53,9 | +8.9  |
|               | Libéral Démocrate    | Peter Carroll        | 14,481 | 29,9 | −2.2  |
|               | Travailliste         | Maureen Tomison      | 6,053  | 12,5 | −7.7  |
|               | Green                | Hazel Dawe           | 688    | 1,4  | N/A   |
|               | UKIP                 | Petrina Holdsworth   | 619    | 1,3  | −1.3  |
|               | Monster Raving Loony | Lord Toby Jug        | 175    | 0,4  | N/A   |
|               | Get Britain Back     | Rodney Hylton-Potts  | 153    | 0,3  | N/A   |
|               | Senior Citizens      | Grahame Leon-Smith   | 151    | 0,3  | N/A   |
|               | Peace and Progress   | Sylvia Dunn          | 22     | 0,0  | N/A   |
| Majorité      | Majorité             | Majorité             | 11,680 | 24,0 | +11.2 |
| Participation | Participation        | Participation        | 48,503 | 68,4 | 4.3   |
|               | Conservateur retenir | Conservateur retenir | Swing  | +5.6 |       |

| Parti         | Parti                | Candidat             | Voix   | %    | ±    |
| ------------- | -------------------- | -------------------- | ------ | ---- | ---- |
|               | Conservateur         | Michael Howard       | 20,645 | 45,0 | +6.0 |
|               | Libéral Démocrate    | Peter Carroll        | 14,738 | 32,1 | +5.2 |
|               | Travailliste         | Albert Catterall     | 9,260  | 20,2 | −4.7 |
|               | UKIP                 | John Baker           | 1,212  | 2,6  | +1.9 |
| Majorité      | Majorité             | Majorité             | 5,907  | 12,9 | +0.7 |
| Participation | Participation        | Participation        | 45,855 | 64,1 | −8.7 |
|               | Conservateur retenir | Conservateur retenir | Swing  | −0.4 |      |

### Élections dans les années 1990
| Parti         | Parti                             | Candidat             | Voix   | %    | ±     |
| ------------- | --------------------------------- | -------------------- | ------ | ---- | ----- |
|               | Conservateur                      | Michael Howard       | 20,313 | 39,0 | −13.3 |
|               | Libéral Démocrate                 | David Laws           | 13,981 | 26,9 | −8.4  |
|               | Travailliste                      | Peter Doherty        | 12,939 | 24,9 | +12.8 |
|               | Référendum                        | John Aspinall        | 4,188  | 8,0  | N/A   |
|               | UKIP                              | John Baker           | 378    | 0,7  | N/A   |
|               | Socialiste Alliance               | Eric Segal           | 182    | 0,4  | N/A   |
|               | Country Field and Shooting Sports | Raymond Saint        | 69     | 0,1  | N/A   |
| Majorité      | Majorité                          | Majorité             | 6,332  | 12,1 | −4.9  |
| Participation | Participation                     | Participation        | 52,050 | 72,7 | −6.9  |
|               | Conservateur retenir              | Conservateur retenir | Swing  | −2.5 |       |

| Parti         | Parti                | Candidat             | Voix   | %    | ±    |
| ------------- | -------------------- | -------------------- | ------ | ---- | ---- |
|               | Conservateur         | Michael Howard       | 27,437 | 52,3 | −3.1 |
|               | Libéral Démocrate    | Linda W. Cufley      | 18,527 | 35,3 | −2.0 |
|               | Travailliste         | Peter Doherty        | 6,347  | 12,1 | +4.7 |
|               | Natural Law          | Anthony Hobbs        | 123    | 0,2  | N/A  |
| Majorité      | Majorité             | Majorité             | 8,910  | 17,0 | −1.1 |
| Participation | Participation        | Participation        | 52,434 | 79,6 | +1.3 |
|               | Conservateur retenir | Conservateur retenir | Swing  | −0.6 |      |

### Élections dans les années 1980
| Parti         | Parti                | Candidat             | Voix   | %    | ±    |
| ------------- | -------------------- | -------------------- | ------ | ---- | ---- |
|               | Conservateur         | Michael Howard       | 27,915 | 55,4 | -1.5 |
|               | Liberal              | John MacDonald       | 18,789 | 37,3 | +4.7 |
|               | Travailliste         | Vidya Anand          | 3,720  | 7,4  | -2.4 |
| Majorité      | Majorité             | Majorité             | 9,126  | 18,1 | -6.3 |
| Participation | Participation        | Participation        | 50,424 | 78,3 | +8.7 |
|               | Conservateur retenir | Conservateur retenir | Swing  |      |      |

| Parti         | Parti                | Candidat             | Voix   | %    | ±     |
| ------------- | -------------------- | -------------------- | ------ | ---- | ----- |
|               | Conservateur         | Michael Howard       | 27,261 | 56,9 | +1.2  |
|               | Liberal              | John MacDonald       | 15,591 | 32,6 | +10.1 |
|               | Travailliste         | Leslie Lawrie        | 4,700  | 9,8  | -11.0 |
|               | Indépendant          | Philip Todd          | 318    | 0,7  | N/A   |
| Majorité      | Majorité             | Majorité             | 11,670 | 24,4 | -8.9  |
| Participation | Participation        | Participation        | 47,870 | 69,6 | -3.0  |
|               | Conservateur retenir | Conservateur retenir | Swing  |      |       |

### Élections dans les années 1970
| Parti         | Parti                | Candidat             | Voix   | %    | ±     |
| ------------- | -------------------- | -------------------- | ------ | ---- | ----- |
|               | Conservateur         | Albert Costain       | 26,837 | 55,7 | +9.5  |
|               | Liberal              | Bernard Budd         | 10,817 | 22,5 | -5.0  |
|               | Travailliste         | GJ Priestman         | 10,015 | 20,8 | -4.9  |
|               | National Front       | M Lavine             | 478    | 1,0  | N/A   |
| Majorité      | Majorité             | Majorité             | 16,020 | 33,3 | +14.7 |
| Participation | Participation        | Participation        | 48,147 | 72,6 | +2.6  |
|               | Conservateur retenir | Conservateur retenir | Swing  |      |       |

| Parti         | Parti                | Candidat             | Voix   | %     | ± |
| ------------- | -------------------- | -------------------- | ------ | ----- | - |
|               | Conservateur         | Albert Costain       | 20,930 | 46,18 |   |
|               | Liberal              | Bernard Budd         | 12,488 | 27,55 |   |
|               | Travailliste         | MJS Butler           | 11,639 | 25,68 |   |
|               | Indépendant          | H Button             | 265    | 0,58  |   |
| Majorité      | Majorité             | Majorité             | 8,442  | 18,63 |   |
| Participation | Participation        | Participation        |        | 70,03 |   |
|               | Conservateur retenir | Conservateur retenir | Swing  |       |   |

| Parti         | Parti                | Candidat             | Voix   | %     | ± |
| ------------- | -------------------- | -------------------- | ------ | ----- | - |
|               | Conservateur         | Albert Costain       | 23,400 | 47,08 |   |
|               | Liberal              | Bernard Budd         | 14,890 | 29,96 |   |
|               | Travailliste         | MJS Butler           | 11,412 | 22,96 |   |
| Majorité      | Majorité             | Majorité             | 8,510  | 17,12 |   |
| Participation | Participation        | Participation        |        | 77,31 |   |
|               | Conservateur retenir | Conservateur retenir | Swing  |       |   |

| Parti         | Parti                | Candidat             | Voix   | %     | ± |
| ------------- | -------------------- | -------------------- | ------ | ----- | - |
|               | Conservateur         | Albert Costain       | 27,031 | 64,33 |   |
|               | Travailliste         | Nicholas A Hyman     | 13,772 | 32,77 |   |
|               | Indépendant          | Harold W Button      | 1,219  | 2,90  |   |
| Majorité      | Majorité             | Majorité             | 13,259 | 31,56 |   |
| Participation | Participation        | Participation        |        | 68,81 |   |
|               | Conservateur retenir | Conservateur retenir | Swing  |       |   |

### Élections dans les années 1960
| Parti         | Parti                | Candidat             | Voix   | %     | ± |
| ------------- | -------------------- | -------------------- | ------ | ----- | - |
|               | Conservateur         | Albert Costain       | 22,964 | 59,51 |   |
|               | Travailliste         | John Horam           | 15,562 | 40,39 |   |
| Majorité      | Majorité             | Majorité             | 7,402  | 19,21 |   |
| Participation | Participation        | Participation        |        | 70,60 |   |
|               | Conservateur retenir | Conservateur retenir | Swing  |       |   |

| Parti         | Parti                | Candidat             | Voix   | %     | ± |
| ------------- | -------------------- | -------------------- | ------ | ----- | - |
|               | Conservateur         | Albert Costain       | 23,587 | 62,23 |   |
|               | Travailliste         | Michael J. Stewart   | 14,314 | 37,77 |   |
| Majorité      | Majorité             | Majorité             | 9,273  | 24,47 |   |
| Participation | Participation        | Participation        |        | 70,99 |   |
|               | Conservateur retenir | Conservateur retenir | Swing  |       |   |

### Élections dans les années 1950
| Parti         | Parti                | Candidat             | Voix   | %     | ± |
| ------------- | -------------------- | -------------------- | ------ | ----- | - |
|               | Conservateur         | Albert Costain       | 21,726 | 56,54 |   |
|               | Travailliste         | W Edgar Simpkins     | 9,346  | 24,32 |   |
|               | Liberal              | Robert D Emerson     | 7,351  | 19,13 |   |
| Majorité      | Majorité             | Majorité             | 12,380 | 32,22 |   |
| Participation | Participation        | Participation        |        | 76,41 |   |
|               | Conservateur retenir | Conservateur retenir | Swing  |       |   |

| Parti         | Parti                | Candidat              | Voix   | %     | ± |
| ------------- | -------------------- | --------------------- | ------ | ----- | - |
|               | Conservateur         | Harry Mackeson        | 23,851 | 64,99 |   |
|               | Travailliste         | Leslie Leonard Reeves | 12,849 | 35,01 |   |
| Majorité      | Majorité             | Majorité              | 11,002 | 29,98 |   |
| Participation | Participation        | Participation         |        | 72,83 |   |
|               | Conservateur retenir | Conservateur retenir  | Swing  |       |   |

| Parti         | Parti                | Candidat             | Voix   | %     | ± |
| ------------- | -------------------- | -------------------- | ------ | ----- | - |
|               | Conservateur         | Harry Mackeson       | 25,792 | 64,87 |   |
|               | Travailliste         | I Rhys Jones         | 13,968 | 35,13 |   |
| Majorité      | Majorité             | Majorité             | 11,824 | 29,74 |   |
| Participation | Participation        | Participation        |        | 78,95 |   |
|               | Conservateur retenir | Conservateur retenir | Swing  |       |   |

| Parti         | Parti                                  | Candidat         | Voix   | %     | ± |
| ------------- | -------------------------------------- | ---------------- | ------ | ----- | - |
|               | Conservateur                           | Harry Mackeson   | 23,767 | 58,22 |   |
|               | Travailliste                           | Moss Murray      | 13,885 | 34,02 |   |
|               | Liberal                                | Ray Ward Bateson | 3,168  | 7,76  |   |
| Majorité      | Majorité                               | Majorité         | 9,882  | 24,21 |   |
| Participation | Participation                          | Participation    |        | 83,24 |   |
|               | Conservateur vainqueur (nouveau siège) |                  |        |       |   |

## Sources
- Résultats élections, 2005 (BBC)
- Résultats élections, 1997-2001 (BBC)
- Résultats élections, 1997-2001 (Election Demon)
- Résultats élections, 1992-2010 (The Guardian)